# Leichtathletik-Weltmeisterschaften 2017/Teilnehmer (Liberia)
| Gelbes Symbol für Goldmedaillen mit stilisierten Olympischen Ringen | Graues Symbol für Silbermedaillen mit stilisierten Olympischen Ringen | Braundes Symbol für Bronzemedaillen mit stilisierten Olympischen Ringen |
| ------------------------------------------------------------------- | --------------------------------------------------------------------- | ----------------------------------------------------------------------- |
| —                                                                   | —                                                                     | —                                                                       |

Von Liberia wurde ein Athlet für die Weltmeisterschaften in London nominiert.

## Ergebnisse

### Männer

#### Laufdisziplinen
| Athlet          | Disziplin | Qualifikation | Qualifikation | Vorlauf | Vorlauf | Halbfinale | Halbfinale | Finale             | Finale             |
| Athlet          | Disziplin | Zeit          | Platz         | Zeit    | Platz   | Zeit       | Platz      | Zeit               | Platz              |
| --------------- | --------- | ------------- | ------------- | ------- | ------- | ---------- | ---------- | ------------------ | ------------------ |
| Emmanuel Matadi | 100 m     | 10,27 s       | 6             | 10,24 s | 22      | 10,20 s    | 14         | nicht qualifiziert | nicht qualifiziert |